# Confederación Estatal de Asociaciones de Estudiantes
La Confederación Estatal de Asociaciones de Estudiantes (CANAE) es una asociación de estudiantes española. Agrupa estudiantes de Educación Secundaria Obligatoria, Bachillerato, Formación Profesional y Enseñanzas de régimen especial, tanto en la enseñanza pública como en la privada. Está formada por federaciones y asociaciones de toda España y mantiene una representación en el Consejo Escolar del Estado de 3 de 8 representantes de los alumnos. Fue fundada en 1987 por estudiantes de enseñanza privada con el nombre de Confederación Autónoma Nacional de Asociaciones de Estudiantes.  En la tercera década del s. xxi contaba con membresías equiparables de estudiantes de educación pública y concertada.
Además de formar parte del Consejo Escolar del Estado y del Consejo de Estudiantes Universitario del Estado es miembro de pleno derecho del Consejo de la Juventud de España, de la Plataforma de Infancia y de OBESSU.

## Historia
El 2 de mayo de 1987 y tras la aprobación en 1986 del decreto que regulaba la creación de las Asociaciones de Alumnos se crea la Confederación Autónoma Nacional de Asociaciones de Estudiantes, CANAE, que a día de hoy mantiene sus siglas originales. Aunque la organización se crea al amparo de los colegios religiosos de la FERE (Federación Española de Religiosos de la Enseñanza), CANAE se constituye como apartidista y aconfesional.
Este proceso de creación de la estructura y de constitución de asociaciones de alumnos fue largo e intenso. Desde la misma patronal de colegios religiosos se llevó a cabo a su vez una fuerte campaña de fomento de la participación estudiantil. A la vez que se fomentaba el asociacionismo estudiantil, en estos primeros años se realizaron campañas a nivel estatal de participación de los estudiantes en las elecciones a los Consejos Escolares de los centros educativos a las que CANAE se presentaba bajo las candidaturas de “Acción de Estudiantes”.
Durante los años 1990 se produjo el desmoronamiento de las organizaciones de estudiantes ligadas a Juventudes Socialistas de España y al PSOE, que entonces eran UDE (Unión de Estudiantes) y Estudiantes Socialistas. La primera, más grande y con alguna autonomía; la segunda, menor y de mayor vinculación. UDE sufrió una escisión interna a la que no sobrevivió, surgiendo la Confederación de Asociaciones de Estudiantes Progresistas, CAEP, que más tarde se integró en CANAE.
En 1998 la organización cambió su nombre, pasando de ser la Confederación Autónoma Nacional de Asociaciones de Estudiantes a la Confederación Estatal de Asociaciones de Estudiantes, aunque las siglas de CANAE se han mantenido hasta el día de hoy.

### Conflicto político
A partir del curso 1995-96 existieron tensiones con la patronal de colegios católicos FERE, al pretender dicha organización que CANAE apoyase en el Consejo Escolar del Estado las tesis educativas del PP. Esta separación fue en aumento hasta la lucha de CANAE contra la LOU en el año 2001 y contra la LOCE en 2002, que marcó la ruptura con la FERE a nivel estatal, aunque la patronal de la enseñanza concertada siguió apoyando a distintas federaciones autonómicas integradas en CANAE.
La LOU supuso el primer gran conflicto con el Gobierno del PP, y este surgió espontáneamente en las pequeñas asociaciones de estudiantes de las distintas universidades y en asambleas de estudiantes de las facultades. CANAE tomó un papel principal con su crítica a la ley mediante la articulación de un discurso contrario que acabó arrastrando a los profesores e incluso a los rectores. En todo ello tuvo especial importancia el documento propositivo realizado por CANAE llamado “Pedimos la Palabra” (documento de la XIII Asamblea Confederal).

### Sigloxxi
Tras las luchas contra la LOU y la LOCE, CANAE actualizó su discurso y moderó su combatividad.  En 2001 habría sido la primera organización del ámbito educativo español en tratar la igualdad de género, la diversidad afectivo-sexual, la inmigración, la discapacidad y la Educación para la Paz. CANAE difundió “Junt@s y Revuelt@s,” lanzando propuestas para promover la diversidad en el ámbito escolar.
En el curso 2004-2005 elaboró un análisis del sistema educativo español a raíz del debate abierto por el Gobierno del PSOE con su libro de propuestas “una educación para todos y entre todos”, respondiendo Canae con “Cambiemos el Sistema Educativo”, que planteó un cambio profundo en la educación (en contraposición a la reforma parcial propuesta por el gobierno) que proporcionase una ley moderna y duradera, terminando con los constantes cambios de ley que provoca el cambio de color del gobierno.
La organización tomó posiciones críticas durante el debate de la LOE (Ley Orgánica de Educación), asumiendo el gobierno aportaciones de CANAE como el “derecho a no asistencia colectiva a clase” y el apoyo a la diversidad afectivo-sexual en las aulas. Pero también hubo fuertes discrepancias, fundamentalmente en temas que la reforma anterior (Ley de Calidad, LOCE) del PP había modificado, y a las que el PSOE se opuso desde la oposición. Dichas discrepancias tuvieron como base la recesión en la autonomía en los centros educativos que supuso, pues rebajaba las competencias del Consejo Escolar.
FAAVEM, Federación miembro de CANAE, tuvo un papel protagonista durante la primavera valenciana, siendo la responsable de la convocatoria de manifestación en febrero de 2012. La policía llegó a cargar contra los estudiantes, siendo detenido el entonces presidente de la Federación, Albert Ordóñez. Más tarde el mismo mes varios representantes del FAAVEM se reunieron con la Delegada del Gobierno y la entonces Consejera de Educación María José Catalá.  Ese mismo año se opuso Canae a que cada comunidad autónoma calculase las matrículas universitarias.
En 2013 llamó Canae a la movilización frente a la LOMCE, criticando los constantes cambios de políticas educativas y concretamente la tramitación "acelerada" de esta ley y la modificación de los requisitos para becas.  Exigió la "retirada del proyecto y la apertura inmediata de un diálogo real con la Comunidad Educativa".  Aceptó a regañadientes al presidente del Consejo Escolar de 2016, acusándole de ser "artífice" de la LOMCE.
Se opuso al llamado "Decreto 3+2" en el año 2015, apoyando las huelgas convocadas.  Alegaba que la idea de que alumnos universitarios con apenas 3 años de estudios se incorporasen al mercado laboral era impensable cuando más de la mitad de los jóvenes españoles se encontraban en situación de desempleo y que una maestría universitaria de dos años podría tener un precio no asequible para muchos.
Durante el curso 2017-2018 participó en el fracasado Gran Pacto Social y Político por la Educación, proponiendo alternativas en relación con el sistema de becas, la implantación de medidas para garantizar la convivencia escolar, la creación de un Estatuto del Estudiante y pidiendo estabilidad en cuanto a las pruebas de acceso a la universidad.  En 2019 nombró tres delegados al Consejo Escolar del Estado.

### Década de 2020
Durante la pandemia de la Covid-19 impulsó distintas propuestas en relación con la salud mental del alumnado, el frío en las aulas, etc., reclamando mayor educación emocional, incluso reunéndose con la Ministro de Educación Pilar Alegría en 2021.  Apoyó Canae el retorno a clases presenciales en agosto de 2020.  Ese mismo año también por primera vez el Ministerio de Educación y Formación Profesional organizó de forma conjunta con la Confederación un acto por el Día Internacional de los Estudiantes el 17 de novimebre, en el que estudiantes de las Comunidades Autónomas se reunieron con la ministro y otros burócratas.  La organización siguió presentando distintas propuestas en relación con la nueva ley educativa, la LOMLOE, con una postura menos beligerante; empero, desdeñó el adelanto de la convocatoria de becas como insuficiente.  En 2022 concluyó la presidencia de Andrea G. Henry, y del secretario, Daniel Sierra Suárez al ser electos sus reemplazos.

## Finalidad
Aduce representar y defender los intereses estudiantiles, y buscar la participación en los centros educativos, la igualdad de oportunidades, la defensa de la educación feminista e inclusiva, la no discriminación, el empoderamiento a los jóvenes y a la infancia y la intención de "situar a los estudiantes en el centro del sistema educativo".  Alega también que busca conseguir una educación integral, individualizada, motivadora, participativa y diversa.
Se define a sí misma como apartidista y aconfesional.[cita requerida]  Alega que «la salud mental es hoy la principal preocupación de la población estudiantil.»

## Organización
CANAE se organiza democráticamente bajo un autodenominado sistema de "pirámide invertida", pues está formada por federaciones autonómicas y/o provinciales de estudiantes así como por asociaciones independientes.  La organización central de Canae organiza visitas a federaciones y autoridades educativas provinciales.
En cada centro escolar en los que haya suficiente número de miembros se constituye una asociación de estudiantes, en la cual las decisiones relativas al centro y sus problemas se toman por los mismos asociados. Estas asociaciones pueden federarse a cualquiera de los niveles antes mencionados y de esta forma sus socios se convierten en miembros de pleno derecho de la Confederación.

### Asamblea Confederal
Es el máximo órgano de participación de los miembros de la Confederación. Elige a la Junta Directiva, evalúa su gestión y aprueba o modifica los estatutos. Se reúne cada dos años de forma ordinaria. Las distintas Federaciones y Asociaciones envían delegados a estos cónclaves en función de su tamaño, que se encargan de votar todas las decisiones que se toman en la Asamblea.[cita requerida]

### Consejo Confederal
Es el máximo órgano de la Confederación entre Asambleas y se encarga de decidir las actividades de la organización, sus representantes en los órganos y plataformas en los que participa o la integración de nuevas asociaciones y federaciones. Se reúne al menos 3 veces al año.

### Asamblea de Responsables
Tiene las mismas competencias que el Consejo Confederal, pero puede reunirse en cualquier momento para agilizar las decisiones.

### Junta Directiva
Es elegida ordinariamente cada dos años por la Asamblea Confederal y coordina y representa a la Confederación, así como toma las decisiones más importantes del día a día. Tras la última Asamblea Confederal Extraordinaria la Junta Directiva está compuesta por:
- Presidente: Antonio Amante Sánchez
- Vicepresidente y Responsable del Área de Coordinación y Participación: Enrique Martínez Quirós
- Secretaria y Responsable del Área de Incidencia Política: Carla Montalvà Bonet
- Tesorero y Responsable del Área de Comunicación: Adrián Adam Sanz
- Responsable del Área de Diversidad, Equidad, Inclusión e Internacional: Patricia Villa Hernández
- Responsable del Área de Enseñanzas Especiales y Desarrollo Sostenible: Candela Alcaraz Barahona
- Responsable del Área de Convivencia Escolar y Calidad Educativa: Wendy González Cruz

## Crítica
En 2022, el periodista Alberto Sánchez, reportando para La Opinión de Murcia, calificó a la cúpula de Canae como «uno de los máximos representantes de los estudiantes en España.»